# Битка при Октодур
Битката при Октодур (на латински: Octodurus) се състои по време на галската война между римляните и келтите при град Октодур (днес Мартини (Martigny) в кантон Вале, Швейцария) през есента 57 пр.н.е.
Сражението е между XII Мълниеносен легион (5000 легионери) с командир Сервий Сулпиций Галба, легат на Гай Юлий Цезар и войски на племената верагри и седуни (ок. 30 000 души). Октодур остава в римски ръце.